# Arrêt (équitation)
Pour les articles homonymes, voir Arrêt.
En équitation, l'arrêt est la station immobile du cheval, droit et d'aplomb sur ses quatre membres.
Dans l'arrêt, le cheval doit rester immobile le temps que le cavalier le désire. L'arrêt est dit régulier, c'est-à-dire avec les membres sont placés sur leur ligne d'aplomb, ou libre, lorsque le cheval les dispose à sa volonté. 

## Obtention de l'arrêt du cheval dressé
Pour obtenir un arrêt correct, nommé aussi arrêt d'école, le cavalier demande au cheval de s'arrêter par une action douce de la main de bas en haut et un engagement de l'assiette qui chasse et ploie les hanches du cheval. Le cavalier se grandit dans son buste, les jambes fermées conservent l'engagement et la rectitude. L'action de jambes doit précéder l'opposition de main. Le cheval s'arrête droit dans le calme, ses hanches s'abaissent. Les aides utilisées sont, à un moindre degré, celles du reculer,.
L'arrêt peut être demandé au pas, au trot ou au galop.
Avant l'arrêt, le cheval doit se porter en avant. Il est important que le cheval attende l'ordre de son cavalier pour marquer l'arrêt. Celui-ci prévient son cheval en ralentissant quelques foulées avant l'arrêt tout en gardant la propulsion. On dira alors que le cheval est arrêté dans un effet d'ensemble, c'est-à -dire par une action simultanée et coordonnée des aides de propulsion et de retenue : action des jambes pour engager, reprise de main pour demander au cheval de se soutenir. Pour ce faire, le cavalier met ses épaules un peu en arrière et soutient progressivement sa main, coudes au corp, jusqu'à ce que l'arrêt soit obtenu.
Dans l'arrêt, quand le cheval cède, la nuque doit demeurer le point le plus haut. L'encolure du cheval reste placée, ses hanches sont légèrement abaissées. Dès l'obtention de l'arrêt, le cavalier doit relâcher ses aides pour permettre au cheval de s'installer d'aplomb dans l'arrêt.
L'arrêt doit toujours être progressif et moelleux. Lorsqu'il n'y a pas d'autre solution pour le cavalier qu'un arrêt brusque, celui-ci doit demeurer exceptionnel et uniquement si le cavalier y est contraint.

## Obtention de l'arrêt chez un jeune cheval
L'obtention de l'arrêt n'est pas naturel pour le jeune cheval rendu fébrile par le poids du cavalier qui l'accable. Cela peut conduire à sa contraction totale et à un refus de repartir dans une allure quelconque, ou bien à un refus d'immobilité, le cheval se précipitant contre la main. La voix est considérée alors comme une aide primordiale qui vient apaiser l'équidé. Aussitôt l'arrêt obtenu, il peut être récompensé par une descente de main (avancement des poignets de quelques centimètres).
Les mois qui suivent le débourrage, il faut parfois se contenter d'obtenir l'immobilité à partir des trois allures, quelques foulées après l'avoir demandée, même si l'arrêt n'est pas d'une rectitude parfaite et la disposition des membres totalement régulière. Alors, l'immobilité doit primer sur la régularité de la position.

## Importance de l'arrêt
De la qualité de l'arrêt dépend celle du rassembler, mais aussi la qualité des départs et du reculer. Il doit être perfectionné tout au long du dressage du cheval. Pour Nuno Oliveira, « passer de l'arrêt au trot et du trot à l'arrêt est une des clés du bon dressage et d'un rassembler correct ».
L'arrêt à partir du galop est un test de soumission et d'équilibre. Si le cheval manque d'équilibre, la transition manque de netteté ou est heurtée ; le cheval a trop de poids sur les épaules, il se s'engage pas suffisamment et ne s'arrête pas d'aplomb. Si le cheval manque de soumission, il se défend contre la main, se durcit, ne s'arrête pas à l'endroit voulu, se traverse ou bouge à l'arrêt.
Le fait que le cheval reste immobilisé le temps voulu par le cavalier est la marque d'un cheval parfaitement dressé et soumis.
Hormis en compétition, lorsque l'arrêt est défectueux, il vaut mieux repartir et redemander un arrêt car rectifier un arrêt défectueux peut donner des habitudes de contraction et de refus d'immobilité.

## L'arrêt dans les compétitions de dressage
À partir de la division amateur, toute reprise de dressage débute et se termine par un arrêt et salut face au Président du jury de l'épreuve qui est situé en A. En fonction de la difficulté de l'épreuve, cet arrêt est obtenu du trot ou du galop, et plus rarement du pas.
Dans l'arrêt, le cheval doit rester attentif, engagé, immobile, droit et carré, le poids étant réparti uniformément sur les quatre membres. L'encolure est soutenue, la nuque étant le point le plus élevé et le chanfrein légèrement en avant de la verticale. Tout en restant « sur le mors » et en maintenant un contact léger et doux avec la main du cavalier, le cheval doit être prêt à partir à la moindre indication de celui-ci, dans une quelconque des trois allures. L'arrêt doit être conservé pendant au moins trois secondes.
Lorsque l'arrêt s'accompagne du salut, il doit être maintenu tout au long du salut.
L'arrêt est obtenu par le déplacement du poids du cheval vers l'arrière-main par une action du bassin et des jambes du cavalier sur une main doucement fermée, provoquant un arrêt presque instantané, mais non brusque, à un endroit précédemment fixé. L'arrêt est préparé par une série de demi-arrêts.
Dans leur évaluation, les juges apprécient notamment la qualité des foulées avant et après l’arrêt, la qualité des transitions (franchise du départ, netteté et fluidité), la rectitude et l'aplomb du cheval dans l'arrêt, son immobilité, le contact avec le mors, le soutien de la nuque.

## Paroles d'écuyers
- « C'est le passage de l'action à l'inaction » (François Baucher)
- « Pour arrêter sans brusquerie, il faut d'abord opposer les jambes à la main, pour faire céder l'encolure avant le corps, ramener les jambes postérieures près du centre, et obtenir ainsi la flexion des hanches, qui prévient la tension forcée des jarrets et ménage l'organisation » (François Baucher)
- « Préparer tant par une légère pression des jambes que par une opposition graduée de la main » (François Baucher)
- « Il faut absolument pouvoir arrêter son cheval quand on veut[5] » (James Fillis)
- « Passer de l'arrêt au trot et du trot à l'arrêt est une des clés du bon dressage et d'un rassembler correct » (Nuno Oliveira)